# Josip Grubelić
Josip Grubelić, hrvaški admiral, * 29. januar 1918, † 31. avgust 2006.

## Življenjepis
Pred vojno je bil podčastnik Jugoslovanske kraljeve vojne mornarice. Leta 1941 je postal član KPJ in naslednje leto je vstopil v NOVJ. Med vojno je bil med drugim poveljnik 2. dalmacijske brigade.
Po vojni je končal Višjo vojaškopomorsko akademijo JLA in zasedel več poveljniških položajev.